# Serhiy Holubytskyy
Serhiy Vitaliyovych Holubytskyy (en ukrainien : Сергій Віталійович Голубицький, souvent sous la forme russe Sergei Golubitsky), né le 20 décembre 1969 à Kiev, est un escrimeur ukrainien pratiquant le fleuret. Il a tiré sous trois bannières différentes, l’URSS avant 1992, la CEI en 1992 et l’Ukraine après.
Il est considéré par le monde de l’escrime comme le meilleur fleurettiste de sa génération en trustant les podiums mondiaux pendant près de 10 ans lors des années 1990 échouant seulement dans la quête du titre olympique.
À la fin de sa carrière, il part aux Pays-Bas s’entraîner et enseigner. Aujourd’hui il vit et entraîne en Italie à Conegliano. Il est devenu Allemand par mariage en épousant l'escrimeuse Carolin Golubytskyi.
Il a rédigé son autobiographie en 2004, publiée en France en 2013 sous le titre L'Escrime dans la peau.

## Palmarès
- Jeux olympiques :
  -  Médaille d'argent au fleuret individuel aux Jeux olympiques de 1992 à Barcelone
- Championnats du monde d'escrime :
  -  Médaille d'or au fleuret individuel aux Championnats du monde d'escrime 1997
  -  Médaille d'or au fleuret individuel aux Championnats du monde d'escrime 1998
  -  Médaille d'or au fleuret individuel aux Championnats du monde d'escrime 1999
  -  Médaille d'or  au fleuret par équipe aux Championnats du monde d'escrime 1989
  -   Médaille d'argent au fleuret individuel aux Championnats du monde d'escrime 1993
  -  Médaille de bronze au fleuret individuel aux Championnats du monde d'escrime 1995
  -  Médaille de bronze au fleuret par équipe aux Championnats du monde d'escrime 1990
- Championnats d'Europe d'escrime :
  -  Médaille d'or au fleuret individuel aux Championnats d'Europe d'escrime 1995
  -  Médaille d'argent au fleuret individuel aux Championnats d'Europe d'escrime 1997
- Coupe du monde d'escrime :
  - Cinq fois vainqueur du classement général de la Coupe du monde de fleuret en 1992, 1993, 1994, 1995, 1999.
  - Vainqueur de 19 tournois de Coupe du monde
- Autres :
  - Deuxième aux Universiades en 1997